# Jonah Hill
Jonah Hill Feldstein (ur. 20 grudnia 1983 w Los Angeles) − amerykański aktor, komik, scenarzysta, reżyser i producent filmowy.

## Życiorys
Urodził się w Los Angeles w Kalifornii w rodzinie żydowskiej jako syn Sharon Lyn (z domu Chalkin), projektantki kostiumów i stylistki mody, oraz Richarda Feldsteina, księgowego w Guns N’ Roses. Ma młodszą siostrę, aktorkę Beanie Feldstein (ur. 1993); ich starszy brat, Jordan Feldstein (1977–2017), był menedżerem muzycznym Robina Thicke i Maroon 5, aż do jego nagłej śmierci w wieku 40 lat z powodu zakrzepicy żył głębokich/ zatorowości płucnej. Ich rodzice pochodzili z Long Island, a rodzina spędzała wakacje w górach Catskill. On i jego rodzeństwo wychowali się w bogatej dzielnicy Cheviot Hills (Los Angeles), gdzie nadal mieszka i uczęszczał do Centre for Early Education, Brentwood School, a następnie Crossroads School w Santa Monica. Pracował w Hot Rod Skateboard Shop na Westwood Boulevard w Los Angeles. Po ukończeniu liceum w 2002, studiował aktorstwo w The New School w Nowym Jorku, gdzie jego wykładowcą był Dustin Hoffman, a także na Uniwersytecie Kolorado w Boulder, ale nie uzyskał dyplomu.
Pierwszy występ filmowy miał miejsce w 2004, kiedy zagrał postać Breta Hootena w komediodramacie Davida O. Russella Jak być sobą (I Heart Huckabees). Stał się znany ze swoich ról w komedii Supersamiec (Superbad, 2007), Wpadka (Knocked Up, 2007) oraz Wilk z Wall Street (The Wolf Of Wall Street, 2013).
Pracował jako reżyser serialu telewizyjnego Allen Gregory (2011) i 21 Jump Street (2012), a także jako scenarzysta Saturday Night Live. W ciągu swojej kariery został nominowany do wielu nagród, w tym Teen Choice Awards oraz MTV Movie Awards. Drugoplanowa rola Petera Branda, asystenta Billy’ego Beane’a (Brad Pitt) w dramacie biograficznym Moneyball (2011) przyniosły mu nominację do Screen Actors Guild, nagrody Satelity, krytyków Phoenix Film Society, Złotego Globu i Oscara.

## Filmografia

### Filmy fabularne
- 2004: Jak być sobą (I Heart Huckabees) jako Bret
- 2005: Pancho's Pizza
- 2005: 40-letni prawiczek (The 40 Year-Old Virgin) jako klient eBaya
- 2006: Babcisynek (Grandma's Boy) jako Barry
- 2006: Klik: I robisz, co chcesz (Click) jako Ben Newman (lat 17)
- 2006: Przyjęty (Accepted) jako Sherman Schrader
- 2006: Dwa światy (10 Items or Less) jako Packy
- 2007: Rocket Science jako młody filozof
- 2007: Wpadka (Knocked Up) jako Jonah
- 2007: Evan Wszechmogący (Evan Almighty) jako Eugene
- 2007: Supersamiec (Superbad) jako Seth
- 2007: Idź twardo: Historia Deweya Coxa (Walk Hard: The Dewey Cox Story) jako Młodszy Nate (niewymieniony w czołówce)
- 2008: Dzikie łowy (Strange Wilderness) jako Cooker
- 2008: Horton słyszy Ktosia (Horton Hears a Who!) jako Tommy (głos)
- 2008: Chłopaki też płaczą (Forgetting Sarah Marshall) jako kelner Matthew
- 2008: Wystarczy zalać (Just Add Water) jako Eddie
- 2009: Noc w muzeum 2 (Night at the Museum: Battle of the Smithsonian) jako Brandon, strażnik (niewymieniony w czołówce)
- 2009: Funny People jako Leo Koenig
- 2009: Było sobie kłamstwo (The Invention of Lying) jako Frank
- 2010: Cyrus jako Cyrus
- 2010: Jak wytresować smoka (How to Train Your Dragon) jako Sączysmark (głos)
- 2010: Idol z piekła rodem (Get Him to the Greek) jako Aaron Green
- 2010: Legend of the Boneknapper Dragon jako Sączysmark (głos)
- 2010: Megamocny (Megamind) jako Hal Stewart / Titan (głos)
- 2011: Moneyball jako Peter Brand
- 2011: Dragons: Gift of the Night Fury jako Sączysmark (głos)
- 2011: Facet do dziecka (The Sitter) jako Noah Griffith
- 2012: 21 Jump Street jako Schmidt
- 2012: Straż sąsiedzka (The Watch) jako Franklin
- 2013: To już jest koniec jako Jonah Hill
- 2013: Wilk z Wall Street (The Wolf of Wall Street) jako Donnie Azoff
- 2014: Lego: Przygoda (The Lego Movie) jako Zielona Latarnia (głos)
- 2014: Jak wytresować smoka 2 (How to Train Your Dragon 2) jako Sączysmark (głos)
- 2014: 22 Jump Street jako Morton Schmidt
- 2016: Rekiny wojny (War Dogs) jako Efraim Divelori
- 2016: Ave, Cezar! jako Joseph Silverman
- 2016: Sausage Party jako Carl (głos)
- 2017: Lego Batman: Film (The Lego Batman Movie) jako Zielona Latarnia (głos)
- 2018: Bez obaw, daleko nie zajdzie (Don't Worry, He Won't Get Far on Foot) jako Donnie Green
- 2019: Jak wytresować smoka 3 (How to Train Your Dragon: The Hidden World) jako Sączysmark (głos)
- 2019: Lego: Przygoda 2 (The Lego Movie 2: The Second Part) jako Zielona Latarnia (głos)
- 2019: Plażowy haj (The Beach Bum) jako Lewis
- 2021: Nie patrz w górę (Don’t Look Up) jako Jason Orlean
- 2023: My i wy (You People) jako Ezra

### Seriale telewizyjne
- 2004: Nowojorscy gliniarze (NYPD Blue) jako sprzedawca
- 2006: Clark and Michael jako Derek
- 2006: Campus Ladies jako Guy
- 2007: Human Giant jako klient Weenie Kinga
- 2007: Wainy Days jako Neil
- 2009: Tim and Eric Awesome Show, Great Job! jako John A. Hill / Jeffrey Simmons
- 2009: Reno 911! jako Daniel Shaheen
- 2009: Simpsonowie (The Simpsons) jako Andy Hamilton (głos)
- 2011: Allen Gregory jako Allen Gregory (głos)
- 2014: Ulica Sezamkowa (Sesame Street) jako on sam
- 2017: Zwierzęta (Animals) jako prezydent (głos)
- 2018: Wariat (Maniac) jako Owen Milgrim
- 2018: The Shivering Truth jako samobójca (głos)
- 2020: Pohamuj entuzjazm (Curb Your Enthusiasm) jako on sam

## Nagrody i nominacje
| Rok  | Kategoria                                                                                       | Rezultat  |
| ---- | ----------------------------------------------------------------------------------------------- | --------- |
| 2018 | Nagroda Festiwalowa w sekcji 'Prezentacje Specjalne' – Udział w sekcji za Najlepsze lata (2018) | Nominacja |

| Rok  | Kategoria | Rezultat  |
| ---- | --- | --------- |
| 2012 | Aktor – Najlepszy aktor w roli drugoplanowej za Moneyball (2011)                                                               | Nominacja |
| 2019 | Złoty Laur – Nagroda im. Davida L. Wolpera dla najlepszego producenta pełnometrażowego programu telewizyjnego za Maniac (2018) | Nominacja |
| 2022 | Aktor – Najlepszy filmowy zespół aktorski za Nie patrz w górę (2021)                                                           | Nominacja |

| Rok  | Kategoria | Rezultat  |
| ---- | --- | --------- |
| 2008 | Złoty Popcorn – Najlepsza rola komediowa za Supersamiec (2007)                                                        | Nominacja |
| 2008 | Złoty Popcorn – Przełomowa rola za Supersamiec (2007)                                                                 | Nominacja |
| 2012 | Złoty Popcorn – Najlepsza scena wymagająca poświęcenia za 21 Jump Street (2012) – Schmidt strzela do trenera Waltersa | Nominacja |
| 2012 | Złoty Popcorn – Najlepsza scena walki za 21 Jump Street (2012) – Schmidt i Jenko vs. gang Kida                        | Nominacja |
| 2012 | Złoty Popcorn – Najlepsza obsada za 21 Jump Street (2012)                                                             | Nominacja |
| 2012 | Złoty Popcorn – Najlepsza rola komediowa za 21 Jump Street (2012)                                                     | Nominacja |
| 2014 | Złoty Popcorn – Najlepszy duet za Wilk z Wall Street (2013)                                                           | Nominacja |
| 2014 | Złoty Popcorn – Najlepsza scena walki za To już jest koniec (2013) – Jonah Hill vs. James Franco i Seth Rogen         | Nominacja |
| 2014 | Złoty Popcorn – Najlepsza rola komediowa za Wilk z Wall Street (2013)                                                 | Wygrana   |
| 2015 | Złoty Popcorn – Najbardziej zaskakująca scena za 22 Jump Street (2014)                                                | Nominacja |
| 2015 | Złoty Popcorn – Najlepsza scena walki za 22 Jump Street (2014) – Mercedes vs. Schmidt                                 | Nominacja |
| 2015 | Złoty Popcorn – Najlepszy duet za 22 Jump Street (2014)                                                               | Nominacja |